# Leonardo Velázquez
Leonardo Velázquez Valle (Oaxaca de Juárez, Oaxaca, Mexico, 6 november 1935 - Varadero, Cuba, 20 juli 2004) was een van de belangrijkste Mexicaanse componisten. Eveneens was hij muziekpedagoog, dirigent, pianist en violist.

## Levensloop
Velázquez Valle groeide op in een muzikale omgeving van de Sierra Juárez. Op 8-jarige leeftijd vertrok de familie naar Mexico-Stad. In de basisschool kreeg hij vioolles. Hij behoorde tot een groep van jeugdige muzikanten, die de gelegenheid kreeg aan het Conservatorio Nacional de Música de México in Mexico-Stad te studeren. Zijn leraren waren onder andere Carlos Luyando (slagwerk), Carlos Jiménez Mabarak, Blas Galindo (muziektheorie en compositie), Agustín Montiel Castillo (viool), José Pablo Moncayo en Rodolfo Halffter. Verder studeerde hij vooral dodekafonie (twaalftoonstechniek) aan het Conservatorium van Los Angeles in de Verenigde Staten.
Hij was dirigent van de Banda de Música Alma Yalalteca in Mexico-Stad.
In 1981 werd hij voor de muziek tot de film Morir de madrugada met de Premio Ariel van de Academia de Cine de México onderscheiden. Dezelfde onderscheiding ontving hij in 1982 voor de filmmuziek van La seducción.
Velázquez Valle was professor aan de Academia de la Danza Mexicana, aan de Academia de Teatro en aan het Conservatorio Nacional de Música de México.
Hij was lid van de Academia de las Artes, president van de Música de Concierto de México, geëmeriteerd professor van het Conservatorio Nacional de Música in Mexico-Stad en lid van het Sistema Nacional de Creadores del Consejo Nacional para la Cultura y las Artes (Conaculta).

## Composities

### Werken voor orkest
- 1992 Ciudad, mural sinfónico
- 2002 Nikelodion, voor kamerorkest
- Cinco ciudades mayas
- Égloga, dans
- El brazo fuerte, suite uit de filmmuziek

### Werken voor harmonieorkest
- 1960 Cuauhtemoc, voor spreker en harmonieorkest
- 1962 Choral en variaties, voor harmonieorkest
- 1968 Fanfarria, (voor de opening van de Olympische Zomerspelen 1968 te Mexico-Stad)

### Muziektheater

#### Balletten
| Voltooid in | titel                   | aktes | première | libretto          | choreografie |
| ----------- | ----------------------- | ----- | -------- | ----------------- | ------------ |
| 1957        | Gorgonio Esparza        |       |          | Rosa Reyna        |              |
| 1958        | Tres juguetes mexicanos |       |          |                   |              |
| 1968        | El fuego nuevo          |       |          | Guillermo Arriaga |              |

### Vocale muziek
- Desideolíricas, liederen voor sopraan, mezzosopraan en piano - tekst: Desiderio Macías Silva

### Kamermuziek
- 1959 Variaciones, voor klarinet en piano
- 1981 Preludio y danza, voor viool solo
- Abalorios, vijf stukken voor strijkkwartet
- Invenciones para quinteto de alientos

### Werken voor piano
- 1967 Toccata
- 1969 Ocho Bagatelas
- 1987 Tres formas danzables
- Abstracciones líricas
- El dia que se soltarpn los leones
- Micropiezas
- Preludio y Danza
- Tres Piezas para Piano a Cuatro Manos

### Werken voor gitaar
- Evocaciones

### Filmmuziek
- 1963 Las Troyanas
- 1974 Calzonzin Inspector
- 1975 El brazo fuerte
- 1978 Cananea
- 1978 El Jardín de los cerezos
- 1979 Estas ruinas que ves ... ook: "These Ruins That You See"
- 1980 El chanfle
- 1980 La Seducción
- 1980 Morir de madrugada
- 1980 Misterio
- 1981 Rastro de muerte
- 1982 En el país de los pies ligeros
- 1983 Bajo la metralla
- 1985 El Hombre de la mandolina ... ook: "El Mil muertes"
- 1986 El Tres de copas
- 1986 El Padre Gallo
- 1986 Astucia
- 1986 Robachicos
- 1987 Asesinato en la plaza Garibaldi
- 1987 Lamberto Quintero
- 1990 La Fuerza del amor
- 1992 Gertrudis Bocanegra
- 1993 Fray Bartolomé de las Casas ... ook: La Leyenda negra
- 1995 Tendencias actuales de la arquitectura mexicana

## Publicaties
- samen met: Xavier Moyssén Echeverría, Manuel de Elías: Homenaje al maestro Manuel Enríquez : (1926 - 1994), México D.F. : Academia de Artes, 1994. 16 p., ISBN 968-729206-7
- samen met: Manuel Enríquez, Jorge Alberto Manrique: Homenaje al maestro Blas Galindo : (1910 - 1993), México D.F. : Academia de Artes, 1994. 20 p., ISBN 968-729205-9